# Silvia Neid
Silvia Neid (Walldürn, 2 de maio de 1964) é uma ex-futebolista e, atualmente, treinadora de futebol alemã. Após ser assistente-técnica de Tina Theune-Meyer por nove anos, assumiu o comando da Seleção Alemã de Futebol Feminino em 2005 e foi campeã mundial em 2007. Em Janeiro de 2011 recebe o prémio FIFA para melhor treinadora do mundo em 2010.

## Carreira

### Clubes
Após atuar durante a juventude no SV Schlierstadt, Silvia iniciou a carreira profissional no Klinge Seckach, em 1980. Em 1983, transferiu-se para o SSG Bergisch Gladbach. Por este clube, conquistou o Campeonato Alemão e a Copa da Alemanha em 1984. 
Após a temporada de 1985, mudou-se para o TSV Siegen, onde viveria os melhores momentos de sua carreira, conquistando seis campeonatos e cinco copas nacionais. 
Aposentou-se após a temporada de 1996.

### Seleção Alemã
Silvia Neid fez sua estreia pela Seleção Alemã feminina em 10 de novembro de 1982, na vitória por 5 a 1 sobre a Suíça. Naquela partida, marcou dois gols. 
Neid venceu três vezes o Campeonato Europeu de Futebol Feminino: 1989 , 1991 e 1995. 
Despediu-se da sua seleção no empate de 1 a 1 contra o Brasil, nos Jogos Olímpicos de 1996.

### Treinadora
Foi a técnica da Seleção da Alemanha que conquistou a Copa do Mundo de Futebol Feminino Sub-20 de 2004. 
Em 2005, assumiu a seleção principal, conquistando importantes resultados. Em 2007, venceu a Copa do Mundo; em 2008, conquistou a medalha de bronze nas Olimpíadas de Pequim; e no ano seguinte, levou a Alemanha à conquista do Campeonato Europeu de 2009.
Em 2016, nos Jogos Olímpicos do Rio de Janeiro, conquistou a inédita medalha de ouro ao vencer a Suécia por 2 a 1, no Maracanã 

## Títulos

### Como jogadora
- Campeonato Europeu de Futebol Feminino (3): 1989, 1991 e 1995
- Copa do Mundo: 1995 (vice-campeã)
- Campeonato Alemão (9): 1984, 1987, 1990, 1991, 1992, 1994 e 1996
- Copa da Alemanha (6): 1984, 1986, 1987, 1988, 1989 e 1993

### Como treinadora
- Copa do Mundo (1): 2007
- Copa do Mundo de Futebol Feminino Sub-20 (1): 2004
- Campeonato Europeu (1): 2009
- Jogos Olímpicos - medalha de ouro (1) (Rio 2016)